# Impatiens notoptera
Impatiens notoptera är en balsaminväxtart som beskrevs av Joseph Dalton Hooker. Impatiens notoptera ingår i släktet balsaminer, och familjen balsaminväxter. Inga underarter finns listade i Catalogue of Life.